# نوزادان (فیلم)
«نوزادان» (انگلیسی: Babies (film)) فیلمی در ژانر مستند است که در سال ۲۰۱۰ منتشر شد.